# 前138年
| 千纪： | 前1千纪 |
| 世纪： | 前3世纪 \| 前2世纪 \| 前1世纪                                                                                         |
| 年代： | 前160年代 \| 前150年代 \| 前140年代 \| 前130年代 \| 前120年代 \| 前110年代 \| 前100年代                               |
| 年份： | 前143年 \| 前142年 \| 前141年 \| 前140年 \| 前139年 \| 前138年 \| 前137年 \| 前136年 \| 前135年 \| 前134年 \| 前133年 |
| 纪年： | 西汉建元三年 |

## 大事记
- 中国
  - 张骞开始通西域。
  - 闽越攻东瓯，汉武帝发会稽兵救东瓯，闽越退走。东瓯内迁江、淮之间。
  - 汉武帝废济川王刘明，迁房陵[1]。

## 出生
- 苏拉，罗马政治家(大约时间)。